# Maaike Meijer
Maaike Meijer, Eindhoven (25 de enero de 1949) es una literata holandesa. Es profesora emérita de la Universidad de Maastricht.

## Trayectoria
Maaike Meijer nació en Eindhoven en 1949 y se doctoró cum laude en la Universidad de Utrecht en 1988 con una tesis titulada De lust tot reading. En ella sostenía que las mujeres poetas habían sido pasadas por alto y que era necesaria una revisión menos técnica de su obra. A continuación, trabajó durante diez años en la misma universidad, donde dirigió a los estudiantes de doctorado de estudios femeninos de postgrado. De 1997 a 1999, en calidad de profesora dotada, fue la primera profesora de la cátedra Opzij de la Universidad de Maastricht. Impartió clases de Género, Representación y Poder.

## Trabajos y publicaciones
En 1972, Meijer fue una de las fundadoras del grupo de acción feminista lesbiana Septiembre Púrpura, una escisión de Dolle Mina. En 1979 el libro Lesbian beautiful fue editado por Meijer. Fue columnista de la revista de lesbianas Diva y participó en el primer editorial de la revista de lesbianas Lust en Gratie .
En 1998 publicó La musa desafiante y se convirtió en profesora titular de estudios de género en el Centro de Género y Diversidad de la Universidad de Maastricht. Su libro "La musa desafiante" trata de la historia de los "Poemas feministas holandeses y flamencos desde la Edad Media hasta la actualidad" e incluye extractos de poesía así como biografías de las poetas. El libro era bilingüe e incluía traducciones al neerlandés y al inglés. Es una defensora de las mujeres poetas que son mejores pero no tan conocidas como algunos poetas masculinos.
Meijer contribuyó con biografías a la Enciclopedia Internacional de la Cultura Queer de Routledge, publicada en 2006.
Ha trabajado en teoría de la poesía y en estudios culturales. En 2011 publicó una biografía de M. Vasalis. Maijer creó la biografía de Vasalis con la ayuda de sus descendientes, pero se dijo que se había hecho con cautela, ya que Vasalis siempre había protegido su identidad y su privacidad durante su vida, pero Maijer señaló que había guardado los documentos con cuidado y había destruido algunos indicando que había sido consciente de que con el tiempo serían leídos.
Se jubiló en 2014, pero siguió investigando, escribiendo y hablando. En 2018 publicó una biografía de la poeta e ilustradora holandesa Fritzi Harmsen van Beek. El libro se basa en entrevistas con personas que la conocieron y fue nominado para un premio de literatura.